# 3934 Tove
3934 Tove је астероид главног астероидног појаса са средњом удаљеношћу од Сунца која износи 2,595 астрономских јединица (АЈ).
Апсолутна магнитуда астероида је 13,1.